# Inge Hertz Aarestrup
Inge Hertz Aarestrup, född 1943, är en dansk psalmdiktare och lyriker.

## Psalmer
- Du Skaparande.[1]